# KIAA0101
KIAA0101‏ (PCNA clamp associated factor) هوَ بروتين يُشَفر بواسطة جين KIAA0101 في الإنسان.